# سوزانا هارکر
 سوزانا هارکر (انگلیسی: Susannah Harker؛ زادهٔ ۲۶ آوریل ۱۹۶۵) هنرپیشه اهل بریتانیا است. از کارهایی که وی در آن نقش داشته است، می‌توان به مجموعه خانه پوشالی و نجات پیکاسو اشاره کرد.